# Арабское восстание (1936—1939)
Арабское восстание 1936—1939 — арабское восстание, произошедшее в Палестине в 1936—1939 годах в период британского мандата.

## Предпосылки
С 1882 года с началом сионистского движения, усиливается иммиграция («алия») евреев в Палестину. В результате, к концу 1939 года доля евреев в населении Палестины увеличилась с четырёх до тридцати процентов. Масштабы еврейской иммиграции возросли в конце 20-х и начале 30-х годов в связи с усилением позиций нацистов в Германии: более четверти евреев, приехавших в Палестину в это время, прибыли из Германии. Только в предшествующем восстанию 1935 году еврейская иммиграция составила 62 тысячи человек. Согласно Б. Моррису, одному из новых историков, к 1939 году в Палестине проживало около 1 млн. 70 тыс. арабов и около 460 тыс. евреев.
В 1920-е годы — 30-e годы усилилась скупка евреями крупных участков земли у богатых арабских землевладельцев, проживавших, как правило, за пределами Палестины. А. Брегман указывает, что эти земли были населены мелкими арабскими крестьянами-арендаторами, жившими там в течение поколений. Согласно Моррису, они зачастую сгонялись с купленной земли новыми хозяевами. В то же время, идеолог палестинского национального движения Гассан Канафани признаёт, что если в начале 20-х годов три четверти земель приобретались у владельцев, проживающих за границей, то к началу 30-х годов их доля составляла уже меньше 15 процентов, тогда как 63 процента земель приобретались у местных землевладельцев и ещё около четверти у самих крестьян. Тысячам арабских семей пришлось покинуть земельные участки и перебраться на окраины городов, резко понизив свой социально-экономический статус, а цены на землю в Палестине увеличились с 1910 по 1944 год в 50 раз.
Поскольку в соответствии с принципом «Еврейского труда» (ивр. עבודה עברית‎ — авода иврит), евреи стремились сами обрабатывать землю, а всё растущее число еврейских иммигрантов необходимо было обеспечить работой, многие арабы неизбежно лишились занятости, среди них была высока безработица. Положение арабского населения усугубляла длительная засуха в начале 30-х годов и последствия мирового экономического кризиса (в частности, резкое падение цен на основную сельскохозяйственную продукцию Палестины на мировых рынках). При этом, согласно ряду источников, в 1935 году палестинские евреи потребляли ¼ арабского национального продукта Палестины, в то время как арабы потребляли 8 % продукции евреев. Около 12 тысяч арабов работали на еврейских предприятиях.
Ряд источников также отмечает, что еврейская иммиграция и связанные с ней экономические изменения были не злом, а благом для местных арабов. Историк Кеннет Стейн, в частности, упоминает неоднократные попытки Еврейского агентства создать сельскохозяйственный банк, который способствовал бы укреплению экономической независимости феллахов от крупных землевладельцев. Еврейские лидеры рассчитывали, что, избавившись от зависимости от местных землевладельцев, кредиторов и политиков, арабские земледельцы сумеют по достоинству оценить преимущества развития еврейского сектора. Однако внедрение современных методов хозяйствования и, в частности, интенсивного орошения, разведения цитрусовых культур, птицы и крупного рогатого скота феллахи встречали с опаской, так как это требовало от них отказаться от привычного образа жизни. Работы израильского экономиста Якова Мецера показывают, что арабский сектор подмандатной Палестины интенсивно развивался: средние темпы роста составляли 4,5 процента в год (что ниже темпов роста в еврейском секторе, но выше, чем общемировые темпы и темпы в соседних арабских странах), и пик этого роста пришёлся именно на начало 30-х годов.
Приверженность Англии созданию в Палестине «еврейского национального дома», подкреплённая мандатом Лиги Наций, также волновала палестинских арабов, опасавшихся создания в Палестине еврейского государства в результате постепенного изменения демографического состава за счёт иммиграции.
К 1936 году в соседних с Палестиной странах успеха достигли антиимпериалистические движения. Египет и Сирия в результате волнений и всеобщих забастовок в 1935—1936 годов добились выгодных договоров с Англией и Францией соответственно. Б. Моррис считает, что эти примеры также подтолкнули палестинских арабов к восстанию.

## Предшествующие события

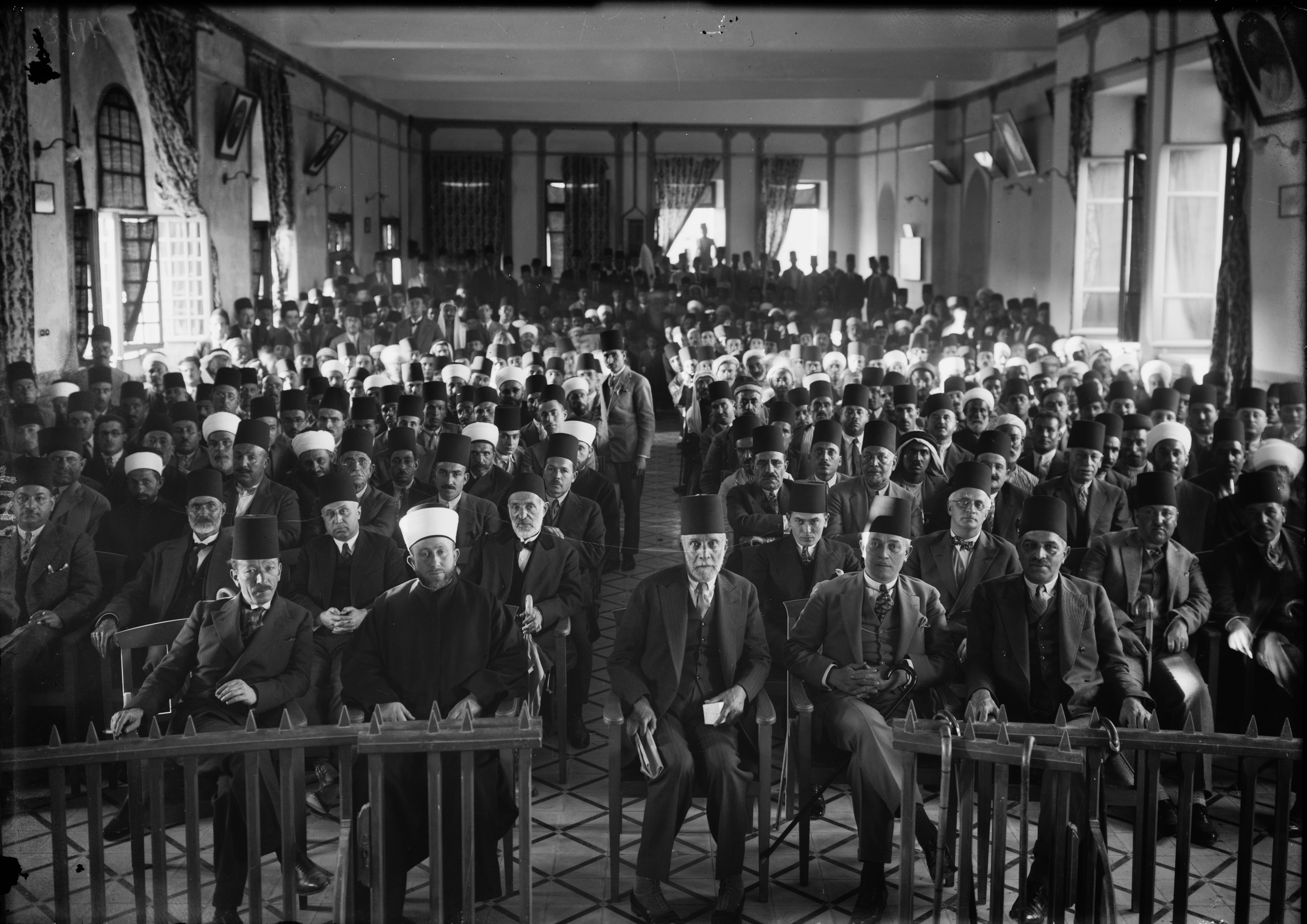
Участники арабской делегации протеста против политики Британии в Палестине. 1929 г.

Напряжённость между еврейским и арабским населением Палестины началась с 1920 года, когда «мусульманский фестиваль» (Наби Муса — англ.) в Иерусалиме в апреле 1920 года, после подстрекательства толпы и (демонстративного) шествия через еврейские кварталы, вылился в двухдневный погром, в результате которого были убиты 5 евреев и 4 араба. 216 евреев были ранены, а их собственность — разрушена. Состоявшийся позже суд установил личную ответственность за погром Амина аль-Хусейни, бежавшего из Палестины до начала суда, и приговорил его к 10 годам тюремного заключения. Тем не менее, ставший позднее Верховным комиссаром Палестины Герберт Самуэль амнистировал аль-Хусейни и назначил его Верховным муфтием Иерусалима. Укрепление власти аль-Хусейни сопровождалось дальнейшей антиеврейской агитацией и способствовало созданию террористических групп, атаковавших в 1921 году еврейские поселения в районе Яффы, Туль-Карема и Хадеры.
В 1929 году, «при тайном подстрекательстве аль-Хусейни», началось арабское восстание, сопровождаемое еврейскими погромами в городах с совместным проживанием.
По результатам восстания 1929 года Великобритания сформировала комиссию по расследованию, которая пришла к заключению, что беспорядки вызваны еврейской иммиграцией и возникающими в связи с ней экономическими проблемами среди арабского населения. Комиссия рекомендовала ограничить еврейскую иммиграцию, прекратить практику скупки арабских земель евреями и образовать на мандатной территории законодательный орган с арабским большинством.
В феврале 1930 года делегация арабского Палестинского Исполнительного Комитета пыталась в Лондоне добиться от правительства Великобритании «самоуправления большинства» под британской эгидой в Палестине. Однако британское правительство настаивало на продолжении мандатного режима и на хотя бы на частичном осуществлении своих обязательств по отношению к сионистским организациям.
В марте 1933 года собрание влиятельных палестинских арабов из 500 человек, созванное в Яффе, осудило британцев за продолжение еврейской иммиграции. Тем палестинским арабам, которые продавали земли евреям, собрание угрожало бойкотом.
13 октября 1933 года Палестинский Исполнительный Комитет организовал однодневную всеобщую забастовку и демонстрацию в Иерусалиме. Демонстрация была жестоко разогнана британской полицией.
26 октября 1933 года в Яффе произошла демонстрация арабов; в ходе неё погибло 27 демонстрантов и один британский полицейский. Палестинский Исполнительный Комитет ответил провозглашением семидневной забастовки и проведением новых демонстраций.

### «Чёрная рука» Изз ад-Дина аль-Кассама
В конце 20-х годов в Хайфе шейх Изз ад-Дин аль-Кассам создал подпольную военизированную группу, вербуя и проводя военную подготовку арабских крестьян с целью создания подпольных ячеек числом не более 5 человек. Целью своей организации он видел борьбу с британским мандатом и еврейским ишувом. Согласно Моррису, в группировку входили в основном бедные и необразованные крестьяне, часть которых лишилась работы или земли из-за еврейской иммиграции. Позднее эта организация стала известна под названием «Чёрная рука», и насчитывала от 200 до 800 участников. Целью её атак стали евреи, их поселения и имущество, а также британские объекты в северной Палестине. С 1930 по 1935 гг. в различных террористических нападениях ею были убиты не менее 8 евреев.

### «Инцидент с цементом»
16 октября 1935 года в порту Яффы в грузе бочек с цементом была обнаружена крупная контрабандная партия оружия — 800 винтовок и 400 тысяч патронов. Груз цемента предназначался еврейскому бизнесмену. Среди арабского населения распространились слухи о том, что это оружие предназначено для «резни» или по крайне мере войны с арабами. Этот инцидент вызвал возмущение среди арабского населения.
Британской полиции не удалось установить реального получателя груза. Тем не менее, поскольку было известно, что Хагана после арабских волнений и погромов 1929 года предпринимает усилия по ввозу оружия, обнаружение контрабандного груза не оставляло сомнения, в том, что оно предназначалось для палестинских евреев.
Соответствующие статьи в арабской прессе и неспособность британской администрации установить конкретного получателя груза привели ко всеобщей арабской забастовке 26 октября и последующим актам насилия в Яффе.
Возможно, Изз ад-Дин аль-Кассам решил использовать этот инцидент для поднятия восстания (известно, что в 1935 году он предлагал муфтию Амину аль-Хусейни присоединиться к его призыву к джихаду, но на том этапе не получил поддержки со стороны муфтия), и в конце октября он обратился к своим сторонникам с призывом «поднять оружие». 6 ноября 1935 года боевиками «Чёрной руки» был убит полицейский в районе Гильбоа. Это убийство вызвало крупномасштабную операцию по розыску убийц, и 20 ноября аль-Кассам был окружён британской полицией и убит вместе с ещё тремя членами группы. Похороны аль-Кассама вылились в широкомасштабную демонстрацию.
В 1936 году Аль-Хусейни встречался со швейцарским банкиром Франсуа Жену, позже ставшим известным как финансист нацистской Германии на Ближнем Востоке. Согласно Чаку Морзе, нацисты финансировали аль-Хуссейни во время восстания.

## История

### Первый этап восстания (апрель — ноябрь 1936 года)
25 ноября 1935 года 5 арабских политических партий подали верховному комиссару Палестины совместный протест, в котором требовали:
- Прекращения еврейской иммиграции
- Прекращения трансфера земель
- Установления демократического правительства

Британцы в ответ предложили создать законодательный совет, в котором британцы бы имели право последнего слова. Это предложение было отвергнуто как арабами, так и сионистами. Переговоры окончательно зашли в тупик к апрелю 1936 года, когда арабы начали всеобщую забастовку.
13 апреля 1936 года арабами был убит еврей.
Вечером 15 апреля вооружённая арабская банда, состоящая, по всей видимости, из последователей убитого шейха аль-Кассама, установила дорожный кордон в холмистой местности к востоку от Тулкарема. Боевики требовали у арабских водителей «взнос» для покупки вооружения. По еврейским водителям они открывали огонь, в результате один был убит на месте, другой скончался через 5 дней, а третьему удалось выжить.
Спустя два дня, 17 апреля, в качестве «возмездия» боевики еврейской организации «Иргун» подъехали к арабской хижине на окраине Петах-Тиквы и убили двух арабов, которые в ней проживали.
Вслед за нападением на еврейских водителей, 17 апреля, в Тель-Авиве прошли еврейские демонстрации антиарабской и антибританской направленности. 
19 апреля арабская толпа, взбудораженная слухами, что евреи убили 4 арабов в Тель-Авиве, начала антиеврейские беспорядки в Яффе. По другим данным, беспорядки начались в ходе похорон двух арабских рабочих, убитых боевиками Иргуна в Петах-Тикве. Во время этих беспорядков погибло 6 (по другим данным 9) евреев, а 2 араба были убиты полицией. В следующие два дня начались стычки между жителями еврейских и арабских кварталов в Тель-Авиве и Яффе. Жители нападали друг на друга, громили и поджигали лавки и жилые дома. Было убито 8 евреев и 6 арабов (арабы убиты полицией).
Согласно Мартину Гилберту, с 19 по 22 апреля в Яффе арабами были убиты 15 евреев и 4 араба были убиты полицией.
19 апреля в Наблусе жителями города был образован Национальный Комитет. Позже подобные комитеты стали образовываться и в других городах. В такие комитеты входили местные представители основных арабских политических партий. По стране прокатилась волна забастовок.
25 апреля в Иерусалиме собрались представители основных арабских политических партий. Ими был создан Верховный арабский комитет (ВАК) во главе с Амином аль-Хусейни, возглавивший восстание. Комитет выдвинул требования к властям мандата немедленно прекратить сионистскую иммиграцию, запретить продажу земли арабами евреям и создать законодательное собрание на основе всеобщих выборов. Была объявлена всеобщая забастовка сроком на один месяц. В случае если власти мандата откажутся выполнить требования, комитет угрожал прибегнуть к другим, в том числе и силовым методам.
1 мая в Хайфе один еврей был убит арабами, второй — скончался на следующий день. 13 мая два пожилых еврея были убиты в Старом городе Иерусалима.
К середине мая власти мандата стали стягивать в Палестину войска. Были установлены блок-посты и комендантские часы, одновременно британцы обещали сократить еврейскую иммиграцию до 4500 человек в следующие полгода. ВАК не удовлетворился этим предложением. В сельской местности поднялось вооружённое восстание. Начались нападения на британские и в меньшей степени еврейские цели.
16 мая арабские боевики расстреляли толпу евреев, выходящих из кинотеатра, убив 3 человек.
Повстанцы временно захватили контроль над Яффой, чьи узкие улочки были труднодоступны для британских сил. Происходили нападения на здание полиции в Яффе. В ответ британцы взорвали в старой Яффе примерно 220 зданий и создали в ней широкие проходы между домами. Британцы вернули себе контроль над Наблусом. Из Хеврона пришлось эвакуировать всех еврейских жителей, успевших туда вернуться после погрома 1929 года.
В ответ на агитацию, которую проводили арабские лидеры среди сельского населения, британцы выслали за пределы мандатной территории некоторых из них. 12 июня 1936 года в Иерусалиме два арабских боевика совершили покушение на жизнь заместителя суперинтенданта Палестины, Алана Сигриста. Несмотря на полученное пулевое ранение и падение его автомобиля в ущелье Сигрист выжил.
Убийства евреев продолжались. 17 августа были убиты две еврейские медсестры в больнице Яффы. Арабы уничтожали еврейские сады и плантации, уничтожив примерно 200 000 деревьев. Из-за засад снайперов еврейскому транспорту приходилось двигаться колонами, а машины стали бронировать.

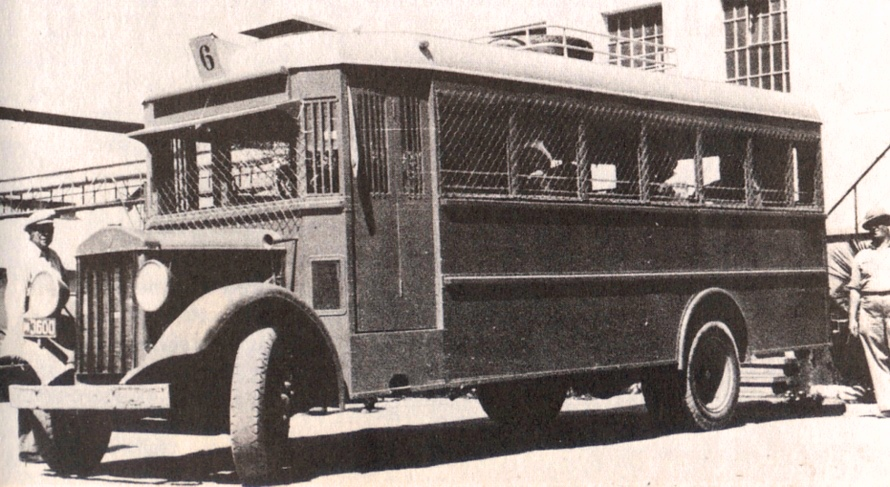
Еврейский автобус, оборудованный специальными решётками от камней и гранат

К середине мая и особенно концу лета 1936 года центр восстания переместился в сельскую местность, где отряды крестьян численностью по 50—100 человек совершали нападения на еврейские и британские цели. На первых порах ВАК заявлял, что не имеет связи с повстанцами и осуждает насильственную деятельность. По мнению Б. Морриса, ВАК в некоторой степени был ответственен за создание и финансирование сельских отрядов и за «террористическую деятельность в городах». Однако из-за борьбы между различными палестинскими арабскими партиями и кланами, полного контроля ВАК за большинством отрядов повстанцев никогда не существовало.
Часть средств ВАК и повстанцы получали от Италии, находящейся во враждебных отношениях с Англией. Пресса в Италии и Германии поддерживала восстание, направленное против британцев. Часть средств аль-Хусейни получил от нацистов (см. выше).
В конце лета 1936 года в Самарию проник отряд из 200 добровольцев из арабских стран под предводительством сирийского офицера Фавзи аль-Кавукджи, бывшего офицера турецкой армии и лидера сирийского повстанческого движения против французских властей. Командиры многих крупных арабских отрядов признали его главой восстания.
После проникновения в Самарию иностранных арабских добровольцев к концу лета британцы перешли к крупномасштабным военным действиям в сельской местности, в ходе которых применяли взрывы домов как средство наказания и сдерживания. Длительная забастовка и военные действия тяжело сказывались на экономическом положении палестинских арабов. 10 октября монархи Трансиордании, Йемена, Саудовской Аравии и Ирака обратились к ВАК с обращением, призывающим прекратить забастовку и довериться «добрым намерениям нашего друга Великобритании, которая заявила, что поступит по справедливости».
11 октября ВАК издал декларацию, в которой просил «благородную арабскую нацию Палестины обратиться к спокойствию и положить конец забастовкам и беспорядкам». Одновременно ВАК разослал лидерам арабских отрядов тайное письмо, в котором выражал восхищение их самоотверженностью и просил их временно прекратить все боевые действия на время работы королевской комиссии, которая должна была прибыть из Великобритании.
Британцы обещали создать королевскую комиссию по разбору требований палестинских арабов в случае окончания восстания ещё в мае 1936 года. После заявления ВАК с призывом прекратить восстание британская армия позволила членам арабских отрядов, сложившим оружие, вернуться в свои селения. Иностранным арабским добровольцам под командованием ал-Кавукджи позволено было уйти из Палестины через реку Иордан.

### Комиссия Пиля

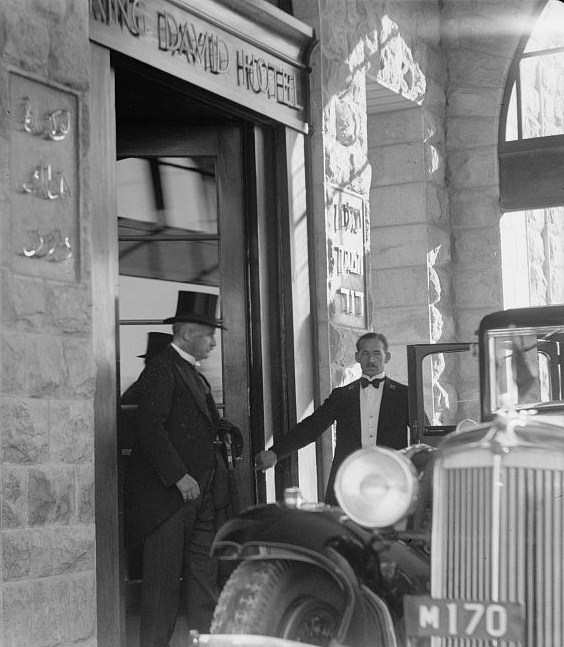
Лорд Пиль прибыл в подмандатную Палестину 11 ноября 1936 года

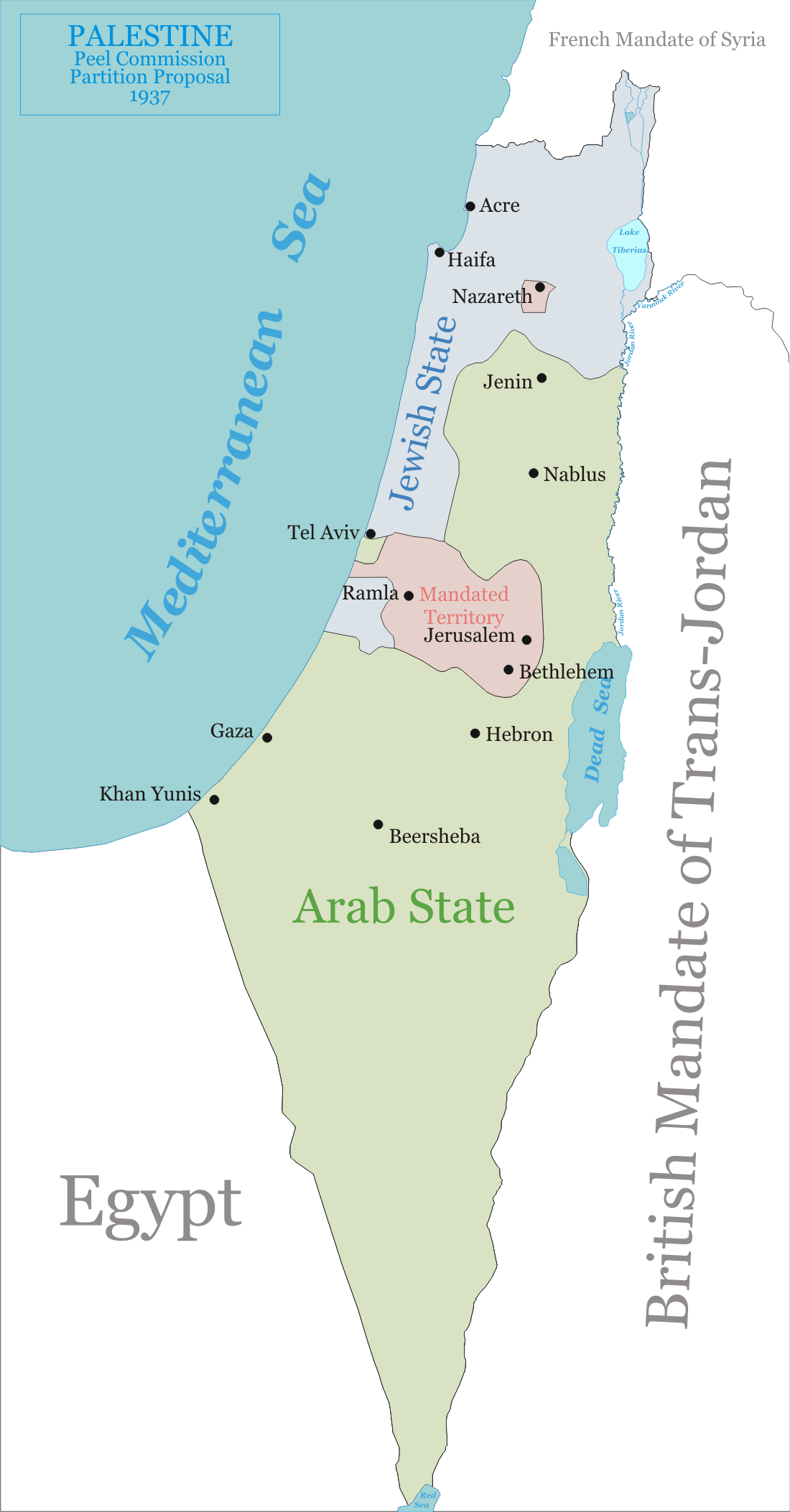
План раздела Палестины, предложенный комиссией Пиля

Британская королевская комиссия прибыла в Палестину 11 ноября 1936 года. Её возглавлял лорд Уильям Роберт Пиль, бывший государственный секретарь Великобритании по делам Индии. Первоначально ВАК заявил о бойкоте комиссии до тех пор, пока британские власти не прекратят полностью еврейскую иммиграцию. Британцы сократили квоту на еврейскую иммиграцию с 4500 до 1800 человек, но ВАК это не удовлетворило. Однако позже под давлением умеренной арабо-палестинской оппозиции и ряда арабских правительств, ВАК пошёл на сотрудничество с комиссией. В январе 1937 года члены ВАК и его глава аль-Хуссейни дали комиссии показания.
Члены комиссии, работавшей в Иерусалиме и Лондоне, обрабатывались лоббистами с обеих сторон конфликта. При этом еврейская сторона, действовавшая более успешно, ставила своей целью добиться разделения Палестины на 2 государства.
Бен-Гурион писал в письме своему сыну:
Еврейское государство в части [Палестины] — это не конец, а начало… обладание территорией важно не только как таковое.. через него мы увеличим нашу силу, а любое увеличение нашей силы облегчает взятие под контроль страны в её целостности. Установление [маленького] государства… будет служить очень мощным рычагом в нашем историческом усилии возвратить всю страну.
Арабы ставили своей целью предотвратить раздел страны, считая, что она по праву принадлежит им, и опасаясь, что еврейское государство, в случае его создания, сможет стать трамплином для экспансий в будущем.
7 июля 1937 года комиссия опубликовала свой отчёт. В отчёте говорилось, что конфликт не может быть разрешён в рамках единого государства. Комиссия рекомендовала разделить Палестину на два государства. При этом еврейское государство должно было получить бо́льшую часть Галилеи и полосу вдоль прибрежной равнины, вплоть до современного Ашдода (в общей сложности 20 процентов территории Палестины или 5000 км²). Арабы получали весь современный Западный берег реки Иордан, Негев и окрестности Газы, эти земли должны были войти в единое арабское государство, в которое так же входила бы Трансиордания.
Под контролем Великобритании, согласно плану, должны были остаться Иерусалим, Вифлеем и узкий коридор от них к морю, включающий Лидду (Лод), Рамле и Джаффу (Яфо). Так же под контролем Великобритании должна была оставаться узкая полоска на северо-западе Акабского залива и, возможно, город Назарет. Под временным контролем Великобритании должны были находиться города со смешанным населением в еврейском государстве: Хайфа, Акра (Акко), Цфат и Тверия.
Вторым важным предложением комиссии был «обмен населением». Из будущего еврейского государства комиссия рекомендовала выселить в арабское государство около 225 тысяч арабов. Из арабской части Палестины в еврейское государство должно было быть выселено 1250 евреев. Этот «обмен» должен был быть совершён по соглашению, и все перемещённые лица должны были получить справедливую компенсацию. Однако в случае арабского сопротивления трансферу населения он должен был быть проведён британской армией в принудительном порядке.
По мнению историка Бенни Морриса, «логично предположить, что сионистские лидеры сыграли роль в том, чтобы убедить комиссию Пиля принять решение о трансфере». Двадцатый Сионистский конгресс, состоявшийся в 1937 году, выразил готовность поддержать решение о разделе территории.
В июле 1937 года отчёт комиссии Пиля был отвергнут ВАК.

### Второй этап восстания (октябрь 1937 — сентябрь 1939 гг.)
Арабы резко отрицательно отнеслись к предложению британской комиссии. Даже умеренная оппозиция среди палестинских арабов, сперва согласившись на раздел, была вынуждена его отклонить под влиянием общественного мнения. Согласно сообщению британского регионального комиссара в Галилее, было «бесполезно надеяться, что арабское население Галилеи когда-либо примирится с подобным проектом… общее чувство [у арабского населения] таково, что они были преданы и что их заставят покинуть их землю и сгинуть в какой-то неизвестной пустыне». Кроме того, арабы считали, что евреи получают лучшую землю, на которой было расположено 78 % арабских апельсиновых рощ.
В середине 1937 года в Иерусалиме был расстрелян автомобиль генерального инспектора британской полиции полковника Роя Спайсера; сам Спайсер уцелел. 26 сентября повстанцами был убит районный комиссар Галилеи Льюис Эндрюс. С этого момента восстание вспыхнуло с новой силой.
Согласно Бенни Моррису, трудно определить, принимал ли ВАК решение о начале восстания или оно было поднято спонтанно. ВАК в своём заявлении осудил убийство британского комиссара, а муфтий аль-Хуссейни издал обращение к общественности с призывом к сдержанности и осуждением насилия.
Однако, несмотря на эти заявления, 1 октября 1937 года мандатные власти объявили ВАК и городские Национальные комитеты палестинских арабов вне закона. Аль-Хуссейни был смещён с поста главы Верховного Мусульманского Совета. Около 200 видных арабо-палестинских деятелей были арестованы и депортированы на Сейшельские острова. 12 октября аль-Хуссейни удалось тайно бежать морем в Ливан.

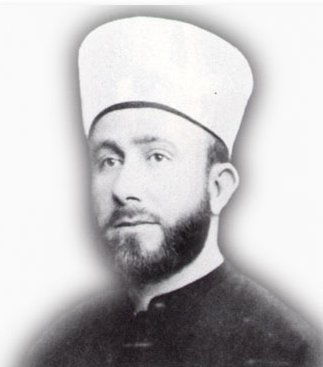
Великий муфтий Иерусалима Амин аль-Хусейни.

В дальнейшем вплоть до своего окончания в сентябре 1939 года восстание шло без всякого централизованного руководства. В нём участвовало большое количество мелких разрозненных арабских отрядов, действовавших главным образом в сельской местности. К лету 1938 года таких отрядов насчитывались «сотни» и их средний размер составлял 8-15 человек. Всего в восстании с арабской стороны к середине 1938 года участвовало от 2500 до 7500 человек и ещё от 6 до 15 тысяч человек принимали участие в восстание спорадически. Пик второго этапа восстания пришёлся на лето—осень 1938 года. К лету 1938 года повстанцы контролировали наибольшую часть сельских районов и имели частичный контроль над городами. В октябре 1938 года им даже удалось на 5 дней взять под свой контроль старый город Иерусалима. Британской армии удалось вновь занять город, используя местных арабов в качестве «живого щита».
Попытки аль-Хуссейни организовать руководство над восстанием из Сирии не увенчались полным успехом. В Дамаске им и другими бежавшими членами ВАК был образован Центральный Комитет Национального Джихада в Палестине. Комитет несколько раз назначал главнокомандующего восстанием, однако командиры на местах зачастую игнорировали комитет. В середине 1938 года комитет создал совет основных лидеров повстанцев, но и контроль этого комитета над ходом восстания не был эффективным.
Уже в начале 1939 года, в результате жёстких действий британской армии, многие группы повстанцев были уничтожены, а другие были вытеснены за пределы мандата в Трансиорданию, где их члены были убиты или взяты в плен арабским легионом. К этому времени восстание потеряло остатки организованности. Согласно Бенни Моррису, сами повстанцы убивали больше арабов, чем британские или еврейские силы. Происходили стычки между группами повстанцев за контроль над территорией или добычей, а арабское население всё более отрицательно относилось к попыткам повстанцев взять с них «контрибуцию». Многие жители сельской местности отказывались финансировать отряды повстанцев или давать им пристанище. В некоторых арабских деревнях были образованы группы самообороны против повстанцев. Попытки дамасского комитета во главе с аль-Хуссейни прекратить поборы со стороны повстанцев и примирить различные отряды успехом не увенчались.
Резко усилились противоречия между умеренной пробританской арабо-палестинской оппозицией, возглавляемой семьёй Нашашиби, и повстанцами, которые в основном поддерживали семью аль-Хусейни. Между враждующими арабскими группами началось жестокое противоборство, сопровождаемое убийствами соперников. По оценкам, до 30 тысяч палестинских арабов (в основном городская элита) покинули подмандатную территорию в 1936-39 годах, спасаясь от вымогательств и междоусобных убийств.
Оппозиционная группа под руководством семьи Нашашиби с декабря 1937 года тайно попросила помощи и финансовой поддержки у Еврейского Агентства и, видимо, получала её на протяжении остальных лет восстания. Под руководством арабо-палестинской оппозиции в деревнях создавались так называемые «отряды мира», которые к 1938 году насчитывали три тысячи участников.
В то же время арабы пытались предложить евреям ишува совместную борьбу против британцев и полный разрыв с мандатными властями — предложение, от которого, как указывает Гассан Канафани, сионисты решительно отказались.
К маю 1939 года восстание было практически полностью подавлено, а к сентябрю прекратилось совсем. «Мирные отряды» палестинских арабов были также распущены британцами, а их оружие конфисковано.

## Британская и еврейская реакция на восстание
Британские войска развернули активные боевые действия по подавлению восстания, в первые же дни около 120 арабов были казнены (из них около 40 через повешение). Хотя официально британская администрация не признавала еврейскую организацию «Хагана», но вынуждена были пойти с ними на сотрудничество. Из евреев были сформированы специальные полицейские формирования. В то же время против арабов также действовала отколовшаяся от «Хаганы» в 1931 году организация «Иргун».

### Британцы
Британцы использовали против палестинских арабов тактику коллективного наказания, которая была узаконена официально. В 1924—25 годах на подмандатной территории был введён указ «О коллективной ответственности и наказаниях», а в 1936 году он был подкреплён указом «О коллективных штрафах». Был также издан закон, вводящий смертную казнь за владение оружием без британского разрешения. В ходе восстания была сформирована система военных судов, решение которых не могло быть обжаловано.

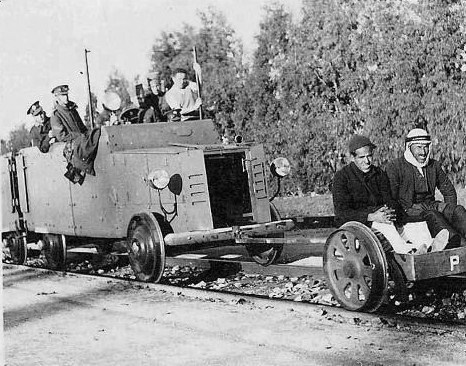
Арабские заложники на дрезине, установленной перед британским бронепоездом

Разрушение домов в качестве меры коллективных наказаний стало обычной тактикой британской армии с начала восстания. Эта мера применялась как в сельской местности, так и в городской черте. Самой крупной акцией по взрыву домов было уничтожение от 200 до 240 домов в старом городе Яфо летом 1936 года, в результате которого без домов остались около шести тысяч человек. Люди были оповещены о предстоящем уничтожении их домов за 14 часов листовками с воздуха. Гассан Канафани упоминает два населённых пункта (Абу-Кабир и Шейх-Мурад), где было уничтожено, соответственно, 300 и 350 домов. Многие деревни были разрушены целиком, причём их разрушение даже производилось с военных кораблей. Всего за время восстания в ходе военных действий и в качестве карательных акций было уничтожено, возможно, около двух тысяч арабских домов.
В августе 1938 года арабом был убит чиновник британской администрации в городе Дженин. Стрелявший был позже расстрелян при попытке к бегству. В ответ британцы решили в качестве акта возмездия уничтожить часть города при помощи взрывчатки. Был взорван целый квартал.
Другой мерой стало взимание коллективных штрафов с деревень или размещение британских гарнизонов в деревнях, содержать которые были обязаны жители деревни. В случае если у сельских жителей не было денег, штрафы взимались продукцией.
Задержанные повстанцы иногда использовались британскими солдатами в виде живых щитов. Например их сажали на капоты переднего грузовика в конвое или на специальную дрезину перед поездом. Арабам, раненым в бою, британцы зачастую не оказывали помощи, военнопленные подвергались избиениям и плохому обращению, были случаи массового расстрела арабов при их попытке сдаться в плен.

### Палестинские евреи
Реакция  

Начало восстания, последовавшее после нескольких лет затишья, потрясло ишув. Историк Б. Моррис пишет, что антисионистские выступления арабов многие евреи воспринимали как погромы. Зелёное знамя повстанцев сравнивалось со свастикой, а сами они обвинялись в национальной ненависти. Многие евреи искренне не понимали причину восстания, считая, что сионистская иммиграция принесла палестинским арабам экономический прогресс. Национальное движение палестинских арабов не признавалось как таковое, а если признавалось, то его пытались делегитимизировать и назвать террористическим и аморальным.
Описывая арабское восстание, сионистский лидер Хаим Вейцман писал:
С одной стороны поднялись силы разрушения и пустыни, а на другой твёрдо стоят силы цивилизации и созидания. Война цивилизации и пустыни стара, но мы не будем остановлены.
В то же время другие сионистские лидеры, делая на публике иные заявления, сами осознавали, что они столкнулись с соперничающим национальным движением, возможно, имеющим объективные поводы для недовольства. Давид Бен-Гурион говорил:
Арабы видят […] абсолютно противоположное тому, что видим мы. И абсолютно не важно, видят ли они это правильно […] Они видят иммиграцию гигантского масштаба […] видят как евреи укрепляются экономически […] Они видят что лучшие земли переходят в наши руки и что Англия отождествляет себя с сионизмом […] [Арабы] чувствуют, что они борются против обездоливания. Их страх не в потере земли, а в потере родины арабского народа, которую другие хотят превратить в родину еврейского народа. 

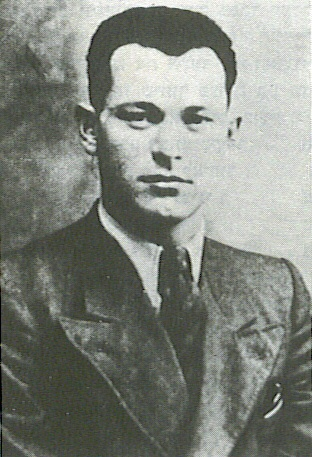
Давид Разиэль, глава Иргуна, 1930-е гг.

Ответ Хаганы и Иргуна на первом этапе восстания

На первом этапе восстания лидеры ишува провозгласили принцип сдержанности (хавлага на иврите). Они не хотели проводить собственных, не согласованных с англичанами, операций против арабов, опасаясь английских репрессий за это, и решили предоставить англичанам подавить восстание. Деятельность еврейских военизированных групп сводилось в основном к защите поселений и конвоев, позже в сельской местности были образованы специальные патрульные группы. В августе 1936 года в ответ на атаки повстанцев, в ходе которых погибло 6 евреев, «Хагана» предприняла вылазки против арабских кварталов, в результате которых было убито несколько человек. Примерно тогда же, в середине августа 1936 года, Хагана отказалась от этой тактики и вновь вернулась к политике сдержанности.
Ответ Хаганы и Иргуна на втором этапе восстания

До лета 1937 года и «Хагана», и отколовшаяся от неё ранее военизированная организация сионистов-ревизионистов «Иргун» в целом придерживались политики сдержанности. Однако с октября 1937 года количество терактов со стороны арабов увеличилось.
В ответ на это руководство «Иргуна» решило применить свой вариант принципа «Око за око» в виде направленных на мирных жителей ответных операций «в качестве возмездия» за арабское насилие.
С лета 1937 года «Иргун» стал устраивать террористические акты, подкладывая бомбы в людных местах и автобусах.
Согласно Б. Моррису, до этого арабы и евреи не применяли подобной тактики. Новая, начатая «Иргуном», тактика закладки бомб в людных местах привнесла, по его выражению, новое измерение в ближневосточный конфликт. Эту тактику вскоре переняли и арабы, и она превратилась в «традицию» на ближайшие десятилетия в Палестине и позже в Израиле, добавляя особенно жестокую черту в конфликт.
В результате взрыва бомб в арабских центрах скопления населения погибали и получали пожизненные увечья десятки случайных людей. Если до этого с арабской стороны погибали в основном повстанцы, то после терактов «Иргуна» с арабской стороны стало погибать много гражданских лиц. В результате этих действий «Иргуна» арабский терроризм не уменьшился, но среди умеренных палестинских арабов становилось всё больше приходящих к мнению, что с сионизмом надо бороться и что надо поддержать восстание.
Взрывы были осуждены еврейским агентством и центристскими и левыми еврейскими партиями.
Всего с 1936 до 1939 год «Иргуном» было убито около 240—250 арабов. За те же годы арабами было убито 174 еврея.
Основная еврейская военизированная организация, «Хагана», на втором этапе восстания приступила к созданию новых высокомобильных военизированных отрядов — «полевых рот», в чью задачу входило патрулирование участков и дорог между поселениями и быстрое оказание поселению помощи в случае атаки. Эти отряды были сформированы к весне 1938 года при активном участии бывшего офицера Красной армии Ицхака Саде. «Полевые роты» подчинялись не конкретным поселениям, а региональным представителям «Хаганы».

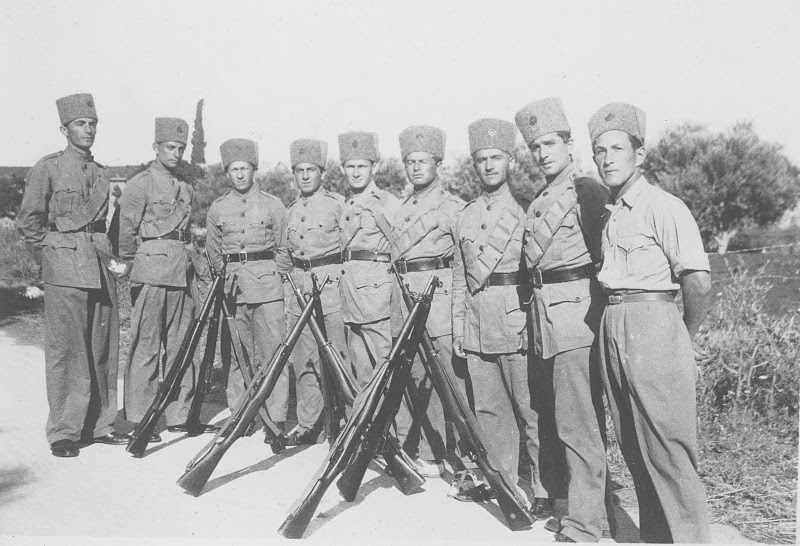
Члены «Ночных отрядов» Вингейта

В начале 1939 года Ицхак Саде по указанию Бен-Гуриона создал три секретных отряда, известных как ПУМ («пэулот меухадот» — «отряды особого назначения»). В задачу этих отрядов входили ответные акции против арабских террористов и деревень, ликвидация информаторов, использовались они и против британцев. Так, например, в ответ на убийство машиниста в Хайфе в середине 1939 года члены ПУМ похитили и казнили пять жителей деревни Балад аш-Шейх. Подчинялись отряды ПУМ напрямую Бен-Гуриону, в обход генштаба «Хаганы».
Другой совместной британо-еврейской группировкой были «Ночные отряды», созданные британским офицером Ордом Вингейтом, который, будучи христианином, был сторонником сионистских идей. В отрядах состояло 100 евреев (из «Хаганы» и временной полиции) и 60 британских солдат. Отряды действовали по ночам в Галилее и базировались в кибуцах. Они совершали ответные рейды против деревень, из которых действовали отряды повстанцев. За первый месяц действия «Ночных отрядов» было убито примерно 60 арабов По некоторым данным, методы, применяемые этими отрядами были «крайними и жестокими» и они «пытали, избивали кнутом, казнили и оскорбляли арабов». Гассан Канафани предполагает, что действия Вингейта были результатом не его личных убеждений, а задания, полученного им от своего командования, но документальных подтверждений этой теории нет.

## Итоги
Несмотря на дополнительную помощь 20 тысяч британских солдат, восстание продолжалось более двух с половиной лет, за это время погибли более пяти тысяч арабов, около 400 евреев и 200 британцев, около 15 тысяч арабов были ранены. Согласно израильскому дипломату Й. Этингеру, «арабскими террористами было убито больше арабов, чем евреев». Другой израильский историк, Ювал Арнон-Охана, считает, что до 4500 арабов были убиты «своими соплеменниками». По данным историка и политолога Кеннета Стейна, за время восстания 494 араба были убиты другими арабами.
Восстание не достигло своих целей, но современные арабо-палестинские историки доказывают, что оно послужило «рождению самоидентификации палестинских арабов». Другим итогом восстания стало рождение двух экономических систем в Палестине — еврейской и арабской: если раньше еврейский город Тель-Авив пользовался морским портом соседней Яфы, то после восстания был построен собственный порт в Тель-Авиве. Подавление восстания британцами и изгнание элиты палестинских арабов за пределы мандата крайне ослабили палестинское арабское общество в преддверии решающей войны 1948 года с еврейским ишувом.

### Ограничение еврейской иммиграции
В преддверии Второй мировой войны Великобритания была крайне заинтересована в спокойствии на Ближнем Востоке, через который (по Суэцкому каналу) пролегал путь из Великобритании в Индию и другие её азиатские колонии, а также к ближневосточным источникам нефти. Поддержка арабского и исламского мира была очень важна для Великобритании перед войной, но события в Палестине сильно портили её имидж. Во многих арабских и исламских странах были сильны позиции стран Оси, в то же время на поддержку евреев в случае войны Великобритания могла надеяться в любом случае. Поэтому, одновременно с жёстким подавлением восстания военными методами, Великобритания берёт курс на устранение причин недовольства палестинских арабов — то есть на ограничение еврейской иммиграции.
- Комиссии Вудхеда[англ.]

Уже 8 декабря 1937 года кабинет министров Великобритании принимает решение о неприемлемости предложения комиссии Пиля о разделе Палестины. Тем не менее в Палестину была послана комиссия сэра Джона Вудхеда, которая должна была рассмотреть технические детали возможного разделения Палестины. 9 ноября 1938 года она опубликовала своё заключение, в котором предлагалось создать маленькое еврейское государство вдоль прибрежной полосы от Тель-Авива до Зихрон-Яакова — примерно 60 км в длину (остальная часть Палестины должна была остаться частично под британским контролем, частично перейти к арабскому государству). Однако уже вышедшей в том же месяце Белой Книге 1938 года говорилось, что проекты раздела Палестины на два государства нежизнеспособны ввиду различных факторов.
- Сент-Джеймсская конференция

7 февраля 1939 года в Лондоне была проведена конференция с участием сионистских лидеров, лидеров палестинских арабов и делегаций из арабских стран, находящихся в британской сфере влияния — Трансиордании, Египта, Саудовской Аравии и Йемена. Для участия в переговорах со стороны палестинских арабов были вызваны из ссылки некоторые члены ВАК, однако муфтий аль-Хуссейни не был приглашён на совещание по требованию Великобритании.

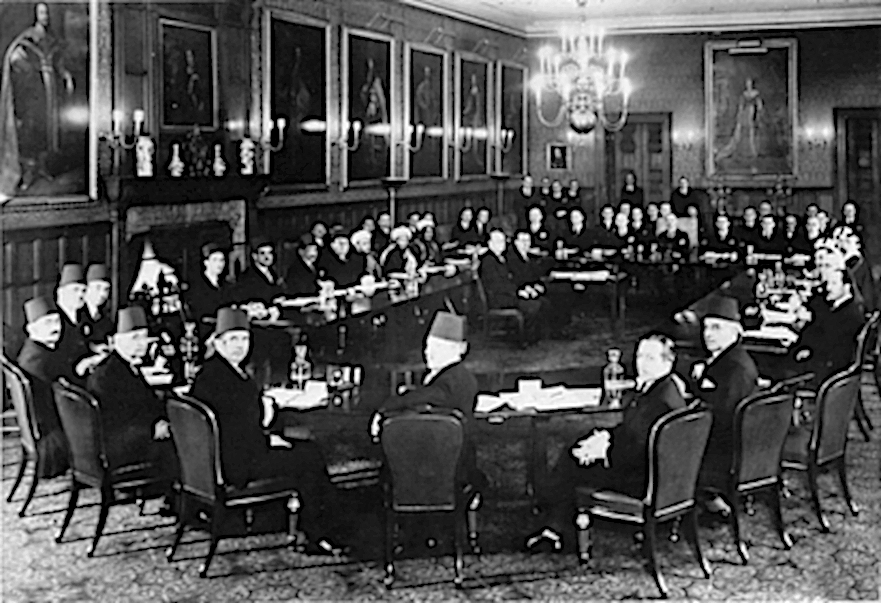
Конференция в Сент-Джеймском дворце, Лондон, в феврале 1939 года

Поскольку арабская делегация отказалась встречаться с еврейской напрямую, переговоры шли между арабами и британцами и евреями и британцами. Арабская делегация требовала прекращения еврейской иммиграции, предоставления Палестине независимости и прекращения передачи земель от арабов евреям. Еврейская делегация настаивала на продолжение еврейской иммиграции и выступала против независимости Палестины до тех пор, пока еврейское население не станет составлять большинство. В конечном итоге Великобритания предложила решение — ограничить еврейскую иммиграцию 75 тысячами человек в ближайшие 5 лет и согласиться на принцип создания независимого государства в Палестине без объявления сроков. Арабская делегация отвергла это предложение, и конференция была закрыта 17 марта 1939 года.
- «Белая Книга 1939 года»

С быстрым приближением Второй мировой войны восстание необходимо было срочно остановить — оно оттягивало силы, а страны Оси использовали положение в Палестине в своей антибританской пропаганде в исламских странах. 17 мая 1939 года правительством Великобритании была издана Белая Книга. В ней устанавливалась окончательная квота на еврейскую иммиграцию в Палестину: 75 тысяч человек в ближайшие пять лет. Дальнейшая иммиграция должна была происходить только с согласия арабов. Через десять лет Палестина должна была получить независимость при условии, что арабо-еврейские отношения будут допускать это. Были также введены жесткие ограничения на покупку земли евреями, а в определённых районах она была полностью запрещена.
Несмотря на значительные уступки палестинским арабам, ВАК отверг «Белую Книгу». Сионистские организации объявили её не имеющей юридической силы, как противоречащей условиям мандата, которые могли быть изменены только Советом Лиги Наций. В британском парламенте принятие «Белой книги» чуть не провалилось, а мандатная комиссия Совета Лиги Наций признала её недействительной.